# Jezioro Klęckie
Jezioro Klęckie (niem. Klanzig See) – jezioro na Pojezierzu Drawskim, położone w woj. zachodniopomorskim, w powiecie świdwińskim, w gminie Brzeżno. Powierzchnia jeziora wynosi 97,5 ha. Objętość wody w zbiorniku obejmuje 5041,6 tys. m³. Jezioro można podzielić na 3 części, które rozdziela wcinający się półwysep.
Od północno-zachodniego brzegu jeziora wypływa dopływ rzeki Regi, który biegnie w kierunku północno-zachodnim.
W 1994 roku dokonano badań jakości wód Jeziora Klęckiego, dzięki którym stwierdzono II klasę czystości wód jeziora oraz II kategorię podatności na degradację biologiczną.
Od 0,8 km na zachód od południowej części jeziora leży osada Kłącko (dawniej Klęcko). Wschodni brzeg jeziora stanowił granicę pomiędzy gminą Brzeżno a gminą Ostrowice, a obecnie stanowi granicę z gminą Drawsko Pomorskie.
Nazwę Jezioro Klęckie wprowadzono urzędowo w 1949 roku, zastępując poprzednią niemiecką nazwę Klanziger See.